# Ekofisk

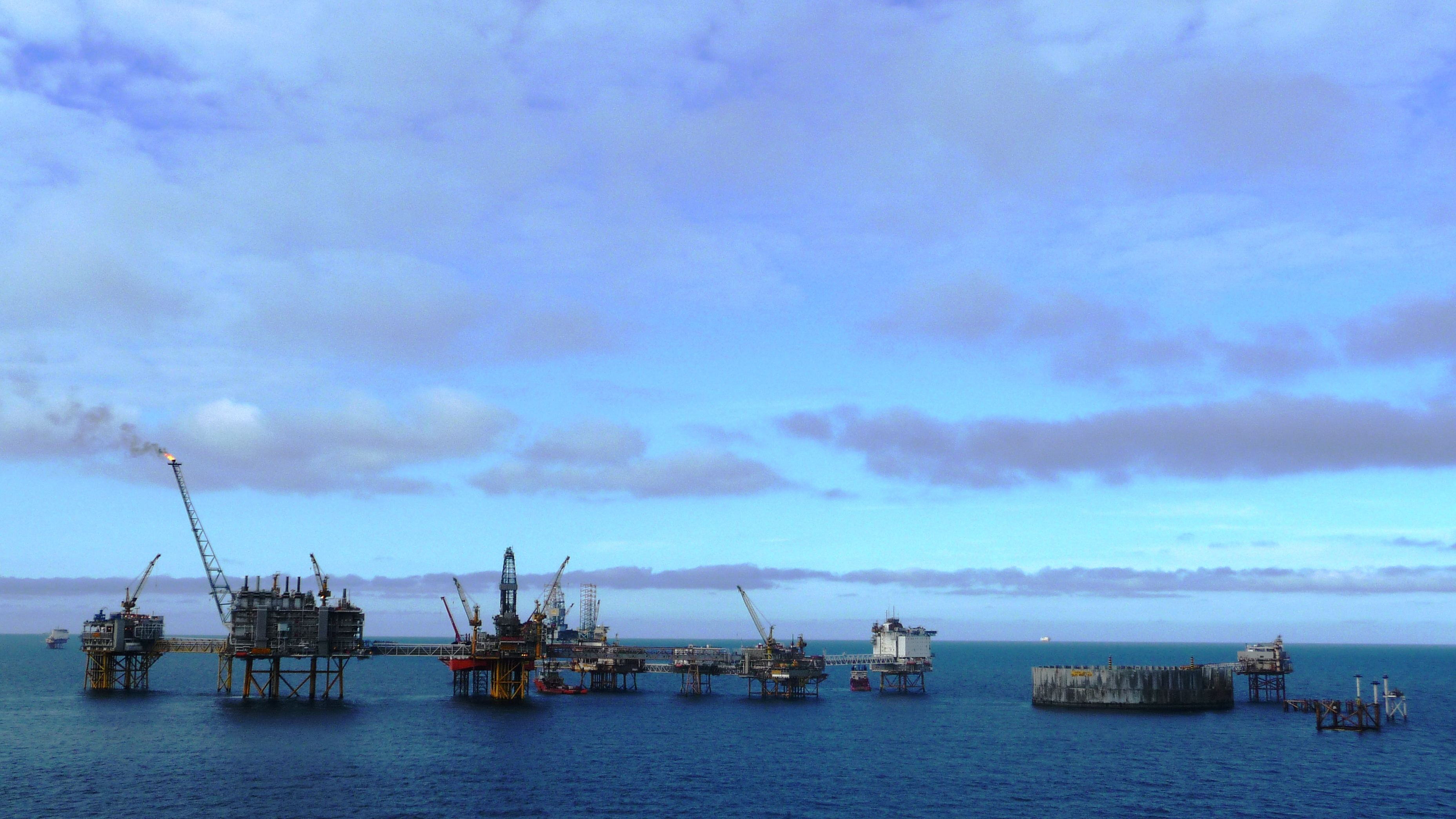
Ekofisk, 2010.

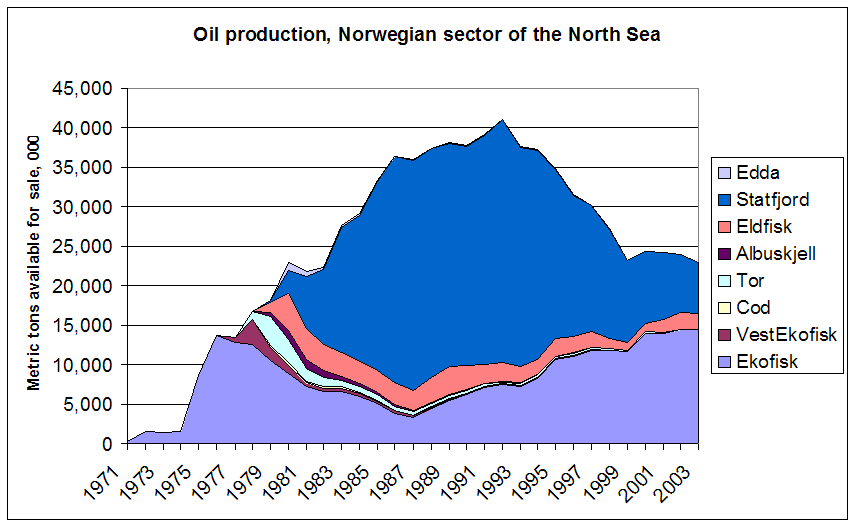
Oljeproduktion på norska oljefält 1971-2003. Ekofisk är ljuslila.

Ekofiskfältet är ett norskt olje- och gasfält beläget i den sydligaste delen av den norska sektorn i Nordsjön. Fyndigheterna ligger i ett 300 meter tjockt kalkstenslager 3 000 meter under havsbotten. Fältets operatör är ConocoPhillips.

## Historia
Fyndigheterna upptäcktes 1969 och produktionen startade 15 juni 1971. De ursprungliga reserverna uppgick då till ungefär 534,6 MSm³ (miljoner standardkubikmeter) olja (ungefär 3,36 miljarder fat) och 300 miljarder kubikmeter naturgas. 1980 var produktionen som störst och utgjorde då 2/3 av Norges totala olje- och naturgasproduktion. Till skillnad från de flesta andra norska fält finns oljan inbäddad i kritsten istället för kalksten. Kritstenen krossas när den töms på olja och därmed sjunker havsbotten ihop. Fram till år 1998 hade plattformen sjunkit med 7 meter. Detta har medfört att man varit tvungen att bygga om plattformar och lagringstankar. Fram till 1998 hade man investerat 89 miljarder i fältet och samma år gjordes en 16 miljarderssatsning då man bland annat beslutade att installera utrustning för högtrycksinjicering av vatten i kalkstenen för att minska att havsbotten sjunker ytterligare. 2011 hade de totala investeringarna uppgått till 185 miljarder i 2010 års penningvärde och framtida investeringar uppgår till ungefär 72 miljarder kronor. Årsskiftet 2010/2011 återstod ungefär 111 MSm3 och produktionen beräknas pågå till år 2050.

## Alexander Kiellandolyckan
Vid Ekofisk låg plattformen Alexander L. Kielland som kantrade vid en storm 1980. Vid olyckan omkom 123 människor.